# Ramdisk
RAMdisk ili ramdisk dio je RAMa (radne memorije) kojoj operacijski sustav ili aplikacijski program pristupa kao da je neko masovno spremište podataka kao disketa ili tvrdi disk.
RAMdisk koristi iste mehanizame pristupa kao s datotečnim sustavom, koji postoji u operacijskom sustavu, i kao takav sadrži sve odlike neke jedinice za masovno spremanje podataka i rabi sve API-e za pristup datotekama: direktorij, format, čitanje, spremanje, brisanje podataka i datoteka.
RAMdisk ima brzi pristup datotekama i mnogostruko rabi sve prednosti radne memorije. Nedostatak RAMdiska iste su kao kod radne memorije, kod gubitak napona gube se podatci na RAMdisku, a mala veličina radne memorije ograničava njegovu uporabu.